# Chiesa di San Tommaso (Collina d'Oro)
La chiesa di San Tommaso è un edificio religioso barocco che si trova ad Agra, nel comune di Collina d'Oro.

## Storia
La prima menzione dell'edificio risale al 1298, ma da allora l'edificio è stato profondamente modificato: prima nel XVII secolo e poi, con l'intervento che gli diede le odierne forme barocche, in un periodo d'incerta identificazione compreso fra il 1750 e il 1775. Nel 1779 fu realizzata la facciata. Nel 1998, nella cappella che si trova lungo la scalinata che conduce alla chiesa, David Mayernik realizzò un affresco con San Tommaso.